# Xenylla badakhshanica
Xenylla badakhshanica är en urinsektsart som beskrevs av Riozo Yosii 1966. Xenylla badakhshanica ingår i släktet Xenylla och familjen Hypogastruridae. Inga underarter finns listade i Catalogue of Life.